# Adolfo Horta
Adolfo Horta Martínez (ur. 3 października 1957 w  San Lorenzo koło Santiago de Cuba, zm. 28 listopada 2016 w Camagüey) – kubański bokser, wicemistrz olimpijski z 1980 oraz trzykrotny mistrz świata.
W 1976 wystąpił na kubańskim turnieju Giraldo Cordova Cardin, gdzie przegrał w finale wagi koguciej (do 54 kg) z mistrzem olimpijskim z 1972 Orlando Martínezem. Później, od 1977 do 1986 wygrał ten turniej 9 razy.
Zwyciężył w kategorii koguciej na mistrzostwach świata w 1978 w Belgradzie, po wygraniu pięciu walk, w tym ze Stefanem Försterem z NRD z półfinale i Fazliją Šaćiroviciem z Jugosławii w finale.
Na igrzyskach panamerykańskich w 1979 w San Juan wystąpił o dwie kategorie wagowe wyżej, w wadze lekkiej (do 60 kg) i również zdobył złoty medal.
Na letnich igrzyskach olimpijskich w 1980 w Moskwie zdobył srebrny medal w wadze piórkowej (do 57 kg), po wygraniu czterech walk (w tym walkowerem z Krzysztofem Kosedowskim w półfinale) i przegranej w finale z Rudim Finkiem z NRD.
Ponownie zwyciężył na mistrzostwach świata w 1982 w Monachium, tym razem w kategorii piórkowej, po wygraniu pięciu walk, w tym z Richardem Nowakowskim z NRD w półfinale i z Rawsalynem Otgonbajarem z Mongolii w finale. Ponownie zdobył złoty medal w tej samej kategorii na igrzyskach panamerykańskich w 1983 w Caracas.
Nie wziął udziału w igrzyskach olimpijskich w 1984 w Los Angeles wskutek bojkotu tej imprezy przez Kubę. Na turnieju Przyjaźń-84 zorganizowanym w Hawanie dla pięściarzy z państw bojkotujących igrzyska zdobył złoty medal w wadze piórkowej, po wygranej w finale z Sierikiem Nurkazowem ze Związku Radzieckiego.
Na swych trzecich mistrzostwach świata w 1986 w Reno Horta  po raz kolejny wywalczył złoty medal, tym razem w wadze lekkiej, wygrywając w półfinale z Orzubekiem Nazarowem z ZSRR i w finale z Engelsem Pedrozą z Wenezueli. Stał się tym samym pierwszym pięściarzem, który trzykrotnie zdobył mistrzostwo świata i to za każdym razem w innej wadze. Wkrótce potem zakończył karierę.